# Aristolochia curtisii
Aristolochia curtisii là một loài thực vật có hoa trong họ Aristolochiaceae. Loài này được King ex Gamble mô tả khoa học đầu tiên năm 1910.